# ایوان نائوموویچ
ایوان نائوموویچ (لهستانی: Iwan Naumowicz; ۱۴ ژانویهٔ ۱۸۲۶ – ۴ اوت ۱۸۹۱) کشیش، نویسنده، سیاستمدار، و روزنامه‌نگار اهل امپراتوری اتریش بود.